# أغ زيارت
أغ زيارت (بالفارسية: آغ‌زیارت) هي منطقة سكنية تقع في قسم قوريتشاي الشرقي الريفي في إيران. يقدر عدد سكانها بـ 383 نسمة .